# Bolbitis serrata
Bolbitis serrata là một loài thực vật có mạch trong họ Lomariopsidaceae. Loài này được (Kuhn) Ching mô tả khoa học đầu tiên năm 1934.